# Homogénéisation (biologie)
Ne doit pas être confondu avec Homogénéisation.
En biologie cellulaire ou en biologie moléculaire, l'homogénéisation est une procédure par laquelle un échantillon biologique est amené à un état tel que toutes les fractions de l'échantillon sont égales dans la composition, soit un échantillon homogénéisé est mélangé si bien que la suppression de certains de l'échantillon ne modifie pas la composition moléculaire globale de l'échantillon restant, et est identique à la fraction retirée. L'homogénéisation est souvent associée à la lyse des cellules et/ou extraction moléculaire.

## Méthode
L'homogénéisation de tissu en solution est souvent réalisée en même temps que la lyse cellulaire. Cependant, afin d'éviter la lyse, les tissus (ou les cellules issues d'une culture cellulaire) peuvent être maintenus à une température à peine supérieure à 0 °C, évitant ainsi l'autolyse, et dans une solution hypertonique évitant ainsi des dommages osmotique.